# Szilvarügymoly
A szilvarügymoly (Hedya pruniana) a valódi lepkék (Glossata) alrendjébe tartozó sodrómolyfélék (Tortricidae) családjának Magyarországon is honos faja.

## Elterjedése, élőhelye
Elterjedt csaknem egész Európában, Kis-Ázsiában és Észak-Iránban. Hazánkban a bokros-erdős hegyvidéken mindenütt előfordul, de ritka.

## Megjelenése
Fekete-fehér tarka szárnyának fehér részét kék pikkelyek tarkítják. A szárny fesztávolsága 15–19 mm.

## Életmódja
Egy évben egy nemzedéke kel ki úgy, hogy az L3 fejlettségű hernyók telelnek át a fák koronájában, rejtett helyeken szőtt telelő gubókban. Tavasszal a rügyekbe hatolnak, később összesodort, összeszőtt levelek között a csúcshajtásokat károsítják. Májusban bábozódnak, majd május–júniusban rajzanak. A hernyók rövidesen kibújnak. Ősszel a hernyók odaszőtt levelek fedezékében a gyümölcsök felületét is megrághatják.
Polifág faj, amely számos lombos fán és cserjén megél. Leginkább a csonthéjasokat kedveli, de ritkasága miatt nincs érdemleges jelentősége.

## Külső hivatkozások
- Mészáros Zoltán – Szabóky Csaba: A magyarországi molylepkék gyakorlati albuma. Budapest: Agroinform. 2005.  arch Hozzáférés: 2018. április 6. (PDF)